# 严智宇
严智宇（1993年2月8日—），湖北武汉人，中国足球运动员，司职后卫，目前效力于中甲球队新疆天山雪豹。

## 俱乐部生涯
严智宇出自湖北省体育局足球运动管理中心下的湖北青年足球队。该队也是代表湖北参加中华人民共和国第十二届运动会男子足球U20组的球队，并于2011年和2012年参加中国足球乙级联赛。2013年，由于湖北U20队没有取得十二运会正赛资格而解散，严智宇转投刚刚升入中甲联赛的湖北华凯尔，后随队主场迁往新疆。
2017赛季严智宇发挥出色，选入搜达足球中甲半程最佳阵容。